# Коулз, Орен
Орен Коулз (англ. Oren Koules; род. 31 января 1961 г.) — американский предприниматель, кинопродюсер и профессиональный спортивный руководитель.

## Биография
Вместе с Марком Бургом он создал Evolution Entertainment, которая выпустила серию фильмов Пила и телесериал CBS «Два с половиной человека». Он является бывшим владельцем контрольного пакета акций, генеральным директором и губернатором Национальной Хоккейной Лиги «Тампа-Бэй Лайтнинг». Бывший владелец Helena Bighorns, юниорской хоккейной команды в североамериканской хоккейной лиге 3 — до продажи команды в 2017 году.

## Фильмография
Продюсер
- 2020 Пила: Спираль
- 2017 Пила 8
- 2010 Лотерейный билет
- 2006 Мертвая тишина
- 2006 Катакомбы
- 2006 Пила 3
- 2005 Пила 2
- 2004 Пила: Игра на выживание
- 2003 Тупой и ещё тупее тупого: Когда Гарри встретил Ллойда
- 2002 Джон Кью
- 2001 Спросите Синди